# سد شاپای
سد شاپای (به لاتین: Shapai Dam) یک سد قوسی در چین است که در Caopo Town, Wenchuan County, Ngawa Tibetan and Qiang Autonomous Prefecture واقع شده‌است.